# Берлингтонская стачка
Берлингтонская железнодорожная стачка — одна из крупнейших стачек в истории США, в ходе которой профсоюзы «Brotherhood of Locomotive Engineers», «Brotherhood of Locomotive Firemen» и «Switchmen's Mutual Aid Association» выступили против железнодорожной компании Chicago, Burlington and Quincy Railroad. Стачку возглавляли квалифицированные машинисты и кочегары, которые требовали повышения зарплат, права на выслугу лет и процедуры рассмотрения жалоб, что встретило яростное сопротивление со стороны управления компании, поскольку сама идея коллективных переговоров их не устраивала. Во время этой стачки было порядком меньше яростных столкновений, чем во время Великой железнодорожной стачки, однако руководству компании удалось заменить штат сотрудников штрейкбрехерами. 

## Предыстория
Недовольство рабочих системой оплаты труда, совершенно отличной от оплаты остальных железнодорожников США и Канады, вызывало недовольство сами работников, поэтому профсоюзные организации кочегаров и машинистов. В январе 1888 года обе организации договорились о совместных действиях, избрав С. Хоуга главой машинистов и Дж. Мерфи главой кочегаров.

## Ход забастовки
27 февраля 1888 года в четыре часа утра машинисты прервали связь с компанией Chicago, Burlington & Quincy Railroad Company по собственному желанию. Чтобы избежать ненужного повреждения собственности, все поезда, находящиеся в пути, продолжали двигаться до ближайшей конечной станции, насколько это было возможно до звона часов, две тысячи машинистов прекратили своё сотрудничество с компанией. Решение о стачке не было сиюминутным, поскольку действие было хорошо спланировано и согласовано внутри коллектива. Уведомление о надвигающейся стачке было вручено компании. В два часа дня, стачечный комитет дожидался руководства компании, чтобы обсудить с ними уступки, которые касались обязанностей в отношении акционеров и обязанностей, касающихся рабочих.